# Andreï Averianov
Pour les articles homonymes, voir Averianov.
Andreï Averianov (en russe : Андрей Владимирович Аверьянов), né le 29 septembre 1967 à Achgabat en URSS, est un officier russe, ancien commandant de l'unité 29155 du GRU, chargée de la planification et de l'organisation des opérations du renseignement militaire russe à l'étranger. Il est pressenti pour reprendre les activités du groupe Wagner en Afrique.

## Biographie

### Formation et service
Andreï Vladimirovitch Averianov est né le 29 septembre 1967 à Achgabat, capitale de la république socialiste soviétique du Turkménistan (actuel Turkménistan). Il étudie à l’Académie militaire de Tachkent en république socialiste soviétique d'Ouzbékistan, dont il est diplômé en 1988.
Andreï Averianov est déployé lors de la guerre d'Afghanistan, puis lors de la guerre des Balkans et aurait participé à la première et à la deuxième guerre de Tchétchénie.

### À la tête de l'unité 29155 du renseignement militaire russe
De 2013 à 2019, Andreï Averianov dirige l'unité 29155 du 161e centre de formation spéciale du service de renseignement militaire russe.
Lors de son commandement, l'unité est liée à de multiples assassinats et campagnes d'ingérence à l'étranger. Notamment l'acte de sabotage contre un dépôt de munitions tchèque perpétré en 2014 ayant coûté la vie à deux personnes — qu'il supervise en se déplaçant personnellement ; l'empoisonnement au Novitchok du marchand d'arme bulgare Emilian Guebrev à Sofia en 2015 ; la tentative de coup d'État au Monténégro en octobre 2016 ; et l'empoisonnement de l'ancien agent de renseignement militaire Sergueï Skripal et de sa fille en mars 2018, avec le même agent neurotoxique, à Salisbury en Angleterre.
Entre 2014 et 2018, Andreï Averianov établit une base arrière et logistique de l'unité 29155 en Haute-Savoie, à proximité de Genève (Annemasse, Évian et Chamonix), pour servir d’étape dite « de sécurité » afin de lancer des opérations secrètes – dont des assassinats ciblés – dans toute l’Europe.
En janvier 2015, il reçoit le titre de héros de la fédération de Russie pour sa participation à l'opération d'annexion de la Crimée.
Il devient par la suite le directeur adjoint du GRU.

### Reprise des activités russes en Afrique
Lors du sommet Russie-Afrique de juillet 2023 à Saint-Pétersbourg, Andreï Averianov participe aux rencontres avec les délégations officielles, dont la délégation de la junte malienne, autour de Vladimir Poutine,.
D'après les services de renseignement occidentaux — rapporté par le journal Le Monde — il serait impliqué dans le crash de l'avion d'Evgueni Prigojine et de Dmitri Outkine en août 2023.
Début septembre 2023, Andreï Averianov et le vice-ministre de la Défense Iounous-bek Evkourov entament une tournée des anciennes opérations du groupe Wagner en Afrique. Ils rencontrent en Libye le maréchal Khalifa Haftar, puis au Burkina Faso le président de la Transition, le capitaine Ibrahim Traoré, avant de se rendre en République centrafricaine et de rencontrer la junte militaire au Mali. Lors d'un voyage ultérieur au Niger, ils rencontrent le ministre de la Défense, le général Salifou Modi. En avril 2025, il dirige la délégation russe venue proposer au Nigeria une coopération militaire.

## Distinctions
- Héros de la fédération de Russie (2015)[4]